# نگرش اسلامی به معجزات

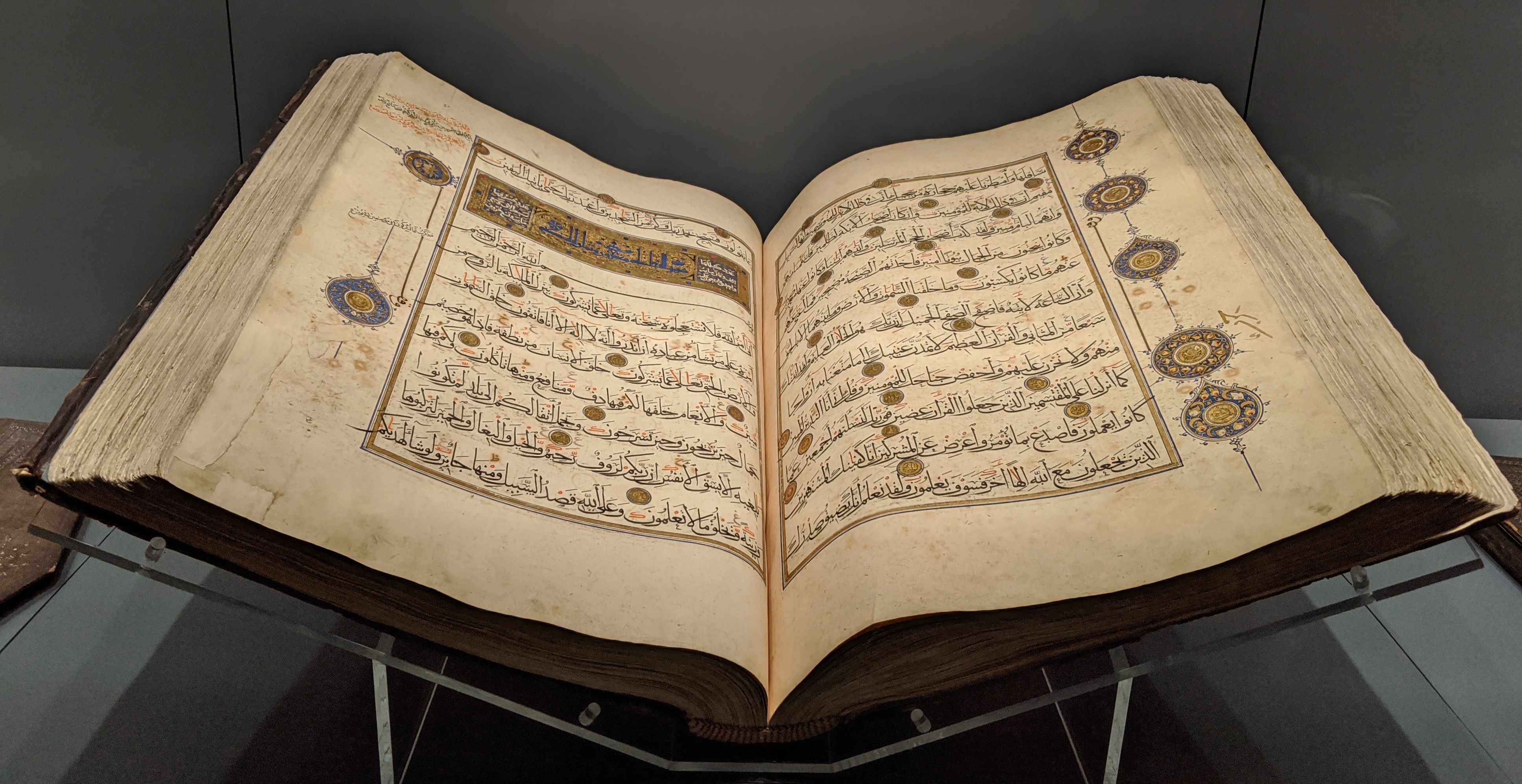
تصویری از قرآن

در قرآن یک معجزه مداخله‌ای فراطبیعی در زندگی انسان‌هاست. با توجه به این تعریف، معجزات در معنایی سه بخشی هستند: 
۱.در تاریخ مقدس 
۲. در همبستگی با خود پیامبر اسلامی محمد
۳. در ارتباط با وحی
قرآن از کلمه عربی فنی برای معجزه (یعنی "مُعْجِزَة")، که به صورت تحت‌اللفظی معنایش این است استفاده نمی‌کند: "آن چیزی که [پیامبر] توسط آن حریفانش را حیرت‌زده می‌کند، از توان می اندازد [یا شدیداً تحت تأثیر قرار می دهد]." در عوض از اصطلاح آیه (به معنای واقعی کلمه به معنی نشانه). عبارت آیه در قرآن در همان معنای سه‌بخشی ذکرشده در بالا به کار رفته است: به "آیات" قرآن (آیات در معنی مصراع و قطعه) اشاره می‌کند؛ (که این آیات را معتقدند کلام الهی در زبان انسانی است؛ که توسط محمد به عنوان قائد خداوند به ارمغان آورده شده‌است)؛ و همچنین به معجزات و نشانه‌های آن نیز اشاره می‌کند (به خصوص آن‌هایی که به آفرینش مربوط هستند).
به منظور دفاع از امکان‌پذیری معجزات و قدرت مطلق خداوند در برابر تعدی علل ثانویه مستقل، عالمان الهیات مسلمان قرون وسطی ایده علت و معلول را اساساً رد کردند، اما آن را به عنوان چیزی که کند و کاو و درک بشریت از روال‌های طبیعی را راحت‌تر می‌کند باور داشتند. آنان استدلال کردند که طبیعت تشکیل شده از اتم‌های یکدستی است که در هر لحظه از جانب خدا "بازآفریده می‌شوند". بدین ترتیب اگر خاک داشت سقوط می‌کرد، خدا می بایست عرض سنگینی را تا زمانی که خاک در سقوط بود بازآفرینی می‌کرد.